# Martha Krug-Genthe

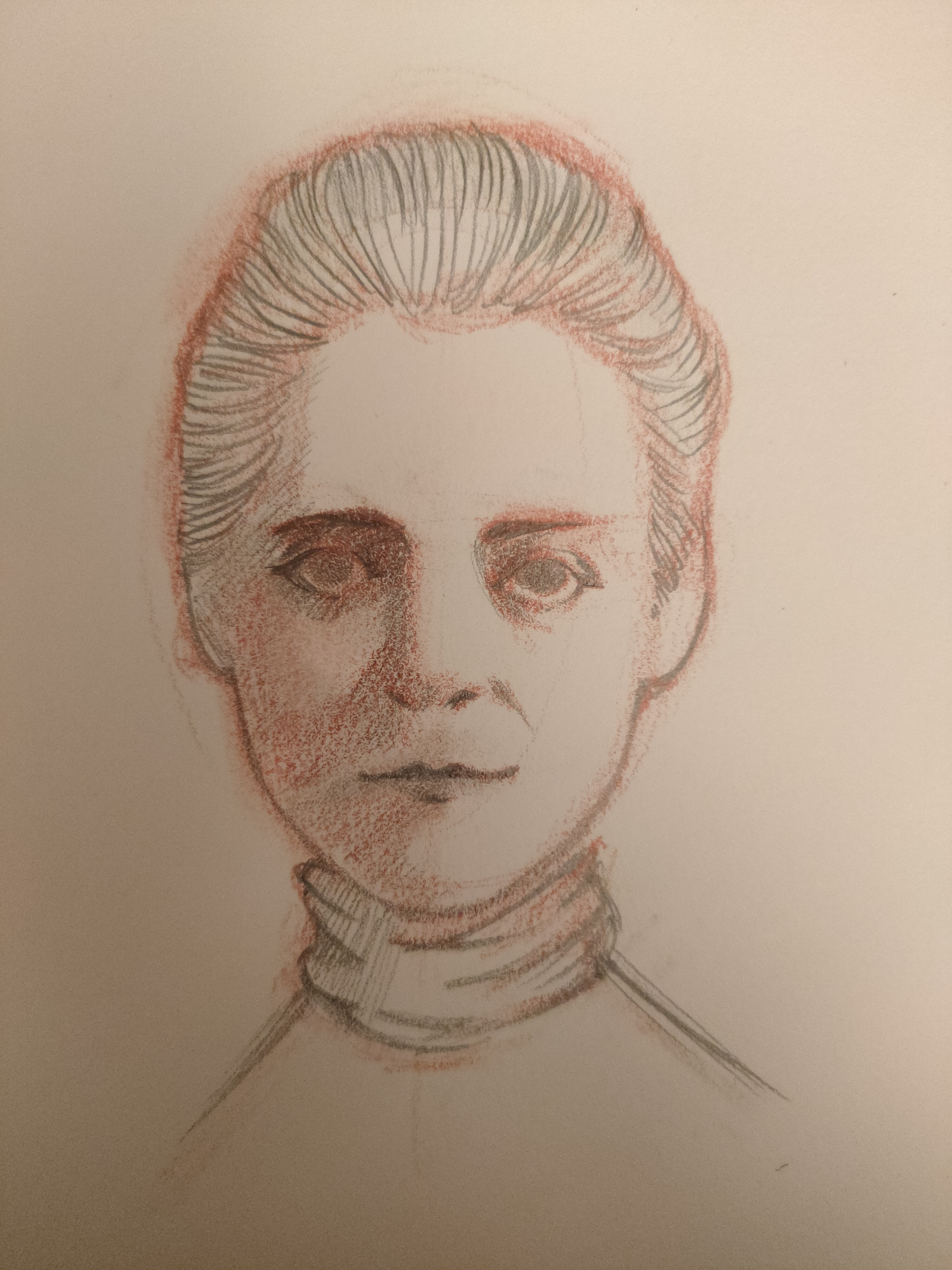

Martha Krug-Genthe (1871 – 1945) è stata una geografa tedesca, prima donna a conseguire un dottorato in geografia.

## Biografia

### Gli inizi in Germania
Nel 1901 divenne la prima donna al mondo a conseguire un dottorato in geografia a Heidelberg sotto la direzione di Alfred Hettner. Nella sua tesi esaminò l'uso delle carte idrografiche per mappare le correnti oceaniche. Analizzò in particolare l'estensione della Corrente del Golfo verso nord-est per tracciare una mappa del boom delle conoscenze nel campo dell'oceanografia.
Secondo Ginsburger, rouscì a conseguire il suo dottorato grazie a un contesto favorevole in un periodo storico in cui le donne non perseguivano carriere accademiche. Krug studiò i corsi di Friedrich Ratzel all'Università di Lipsia, pochi anni dopo che Ellen Churchill Semple, la prima studentessa di geografia conosciuta in Germania, fosse assunta clandestinamente come revisore tra il 1891 e il 1892. Krug conobbe a Lipsia Alfred Hettner, che la aiutò con il suo dottorato e a pubblicare diversi articoli sull'insegnamento della geografia nei sistemi scolastici tedeschi e americani nella rivista da lui fondata nel 1895, la Geographische Zeitschrift.

### Negli USA
Krug sposò lo zoologo Karl Wilhelm Genthe nel 1901 e lo raggiunse a Boston lo stesso anno. Nel 1901 la rivista National Geographic pubblicò un suo articolo di 14 pagine sulla geografia tedesca. Lavorò poi come insegnante presso la Beacon School di Hartford, una scuola secondaria femminile.
Esperta di geografia scolastica di entrambi i paesi, si affermò al fianco di Semple in istituzioni disciplinari nazionali (Association of American Geographers - AAG) e internazionali (International Congress of Geography di Washington).
Al congresso geografico internazionale di Washington nel 1904 Martha Krug-Genthe fu scelta per pronunciare un discorso in memoria di Friedrich Ratzel, il più influente geografo culturale dell'epoca. Presentò anche un articolo sulla geografia scolastica negli Stati Uniti nella sezione dedicata alla geografia e all'istruzione, l'unica aperta alle donne.
Fu una dei 48 membri fondatori dell'AAG, di cui l'unica donna insieme a Ellen Churchill Semple, nonché l'unica dei 48 fondatori dell'AAG presenti a Filadelfia che avesse un dottorato in geografia.
La sua nomina a redattrice associata del Bulletin of the American Geographical Society rafforzò la sua credibilità in ambito accademico. La stessa rivista pubblicò nel 1907 la sua opera Valley Towns of Connecticut, uno studio regionale dei fattori economici che guidarono l'evoluzione del sistema urbano di Hartford come centro preminente della Connecticut River Valley.

### Ritorno in Germania
Il suo ritorno in Germania nel 1911 segnò il suo totale e definitivo ritiro dal campo disciplinare. La sua carriera fu piuttosto breve ma molto visibile, in un'epoca molto restrittiva per le donne. Ginsburger afferma che «Non si sa se dovette espatriare per seguire suo marito e favorire la sua carriera a scapito della sua, o se fece la scelta di rinunciare a un ipotetico posto universitario in Germania per dedicarsi alla geografia scolastica che le era aperta da sola, essendo poco apprezzata nella geografia germanica ma in pieno sviluppo negli Stati Uniti.